# المرأة هي المرأة (فلم)
المرأة هي المرأة فيلم مصري تم إنتاجه عام 1978، من إخراج هنري بركات وبطولة حسين فهمي وسهير رمزي ومحمد عوض وشويكار.

## تمثيل
- حسين فهمي
- سهير رمزي
- محمد عوض
- شويكار
- رجاء صادق
- ألياس رزق
- خديجة محمود
- سمير عزيز

## وصلات خارجية
- مقالات تستعمل روابط فنية بلا صلة مع ويكي بيانات